# 玉蟾岩遗址
25°36′24″N 111°28′58″E / 25.60667°N 111.48278°E
玉蟾岩遗址位于中国湖南省道县寿雁镇白石寨，是一处新石器时代文化遗址，2001年被列为第五批全国重点文物保护单位。
玉蟾岩是一个石灰岩溶洞，俗称“蛤蟆洞”，洞口朝向东南方，高于洞外地面约5米。遗址于1980年被发现，1993年和1995年进行了两次考古发掘。洞内最重要的发现是四枚水稻谷，这是目前所发现的世界上最早的人工栽培稻标本。2004年至2005年，对玉蟾岩遗址进行了第三次、第四次发掘，考古人员发现了数粒炭化米粒，经年代测试，距今14,000年到18,000年；陶片经年代测试，最早的距今18,000年。